# Charakteristika náhodné veličiny
Charakteristika náhodné veličiny, charakteristika rozdělení pravděpodobnosti, statistika, zákon rozdělení apod. je v matematické statistice libovolná veličina, která charakterizuje rozdělení.
Někteří autoři používají charakteristiku pouze ve významu statistika – jako měřitelná funkce definovaná na výběrovém prostoru.
Za nejuniverzálnější charakteristiku bývá považována distribuční funkce, která existuje pro diskrétní i spojitá rozdělení pravděpodobnosti a rozdělení pravděpodobnosti určuje jednoznačně.
Naopak souhrnné neboli sumární statistiky charakterizují rozdělení pravděpodobnosti pomocí jednoho nebo několika čísel.
Charakteristiky dělíme na charakteristiky (míry) polohy, charakteristiky (míry) variability
a charakteristiky tvaru, které popisují charakteristiky jako je šikmost a špičatost.